# Burganes de Valverde
Burganes de Valverde es un municipio y lugar español de la provincia de Zamora, en la comunidad autónoma de Castilla y León. Cuenta con una población de 618 habitantes (INE 2024).
Pertenece al partido judicial de Benavente y a la diócesis de Astorga. Cuentan con una longeva historia, en cuanto que se han inventariado yacimientos paleolíticos datados entre hace 700 000 y 10 000 años con útiles de piedra tallada.

## Geografía
Se encuentra situado en un llano, al norte de la provincia, en la comarca de Benavente y Los Valles. Su término cuenta con una superficie es de 33.03 km² en los que se incluye como anejo la localidad de Olmillos de Valverde. Ambos pueblos están bañados por el río Tera en su margen derecha.

## Historia
A lo largo de las diversas terrazas fluviales más elevadas del río Tera, sobre todo en los parajes de las Jaricas y los Trigales, se han documentado interesantes restos líticos prehistóricos pertenecientes al Paleolítico Inferior, Medio y Superior, como bifaces, raspadores, raederas y puntas de técnica Levallois. En todo su término municipal se han hallado numerosas hachas pulimentadas de distintos tamaños y formas, popularmente llamadas chispas o piedras de rayo, tipológicamente de la Edad del Bronce.
Durante las obras de pavimentación y alcantarillado de la localidad aparecieron restos de cerámica negra de textura tipo Pereruela con incisiones, que recuerda a la cerámica tipo Soto de Medinilla de la Edad de Hierro, sobre todo en la plaza de la Ermita, lugar donde existió una advocación a san Roque.

En todo caso, la fundación de la actual localidad de Burganes parece remontarse al proceso repoblador emprendido por los reyes leoneses en el valle de Valverde durante la Alta Edad Media.

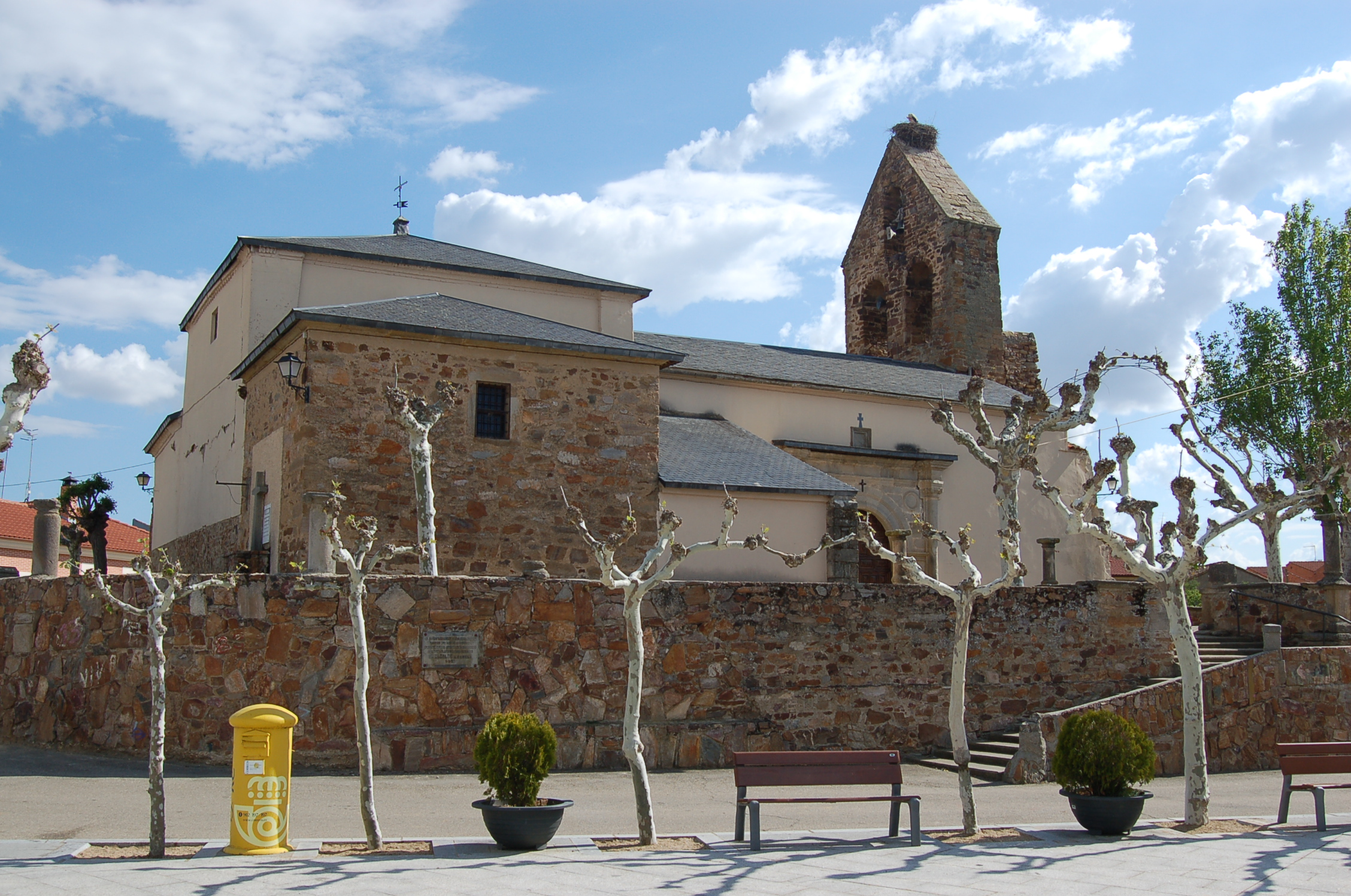
Iglesia

En el paraje de Beluria, dentro de su término municipal, existió un poblado hasta el siglo XVII, con una ermita dedicada a Santiago. También en el paraje llamado Las Hiruelas, cercano a las escuelas comarcales, se han hallado numerosos restos de época romana y visigoda, encontrados a causa de los destrozos producidos en el yacimiento por las sucesivas ampliaciones de la carretera de circunvalación. Según las últimas excavaciones ese lugar pudo estar habitado hasta el siglo X, momento en el que aparecen las primeras referencias escritas a Burganes de Valverde.
Uno de los restos visibles más antiguos de la localidad es su iglesia; dedicada a El Salvador, muestra una esbelta espadaña típica de estas tierras, cuya cúpula fue restaurada en el siglo XVIII tras el terremoto de Lisboa. A finales de los años sesenta del pasado siglo el templo sufrió una profunda remodelación y cambio en su fisionomía interior y exterior. En esta remodelación, se retiró el portal de la cara norte con su artesonado mudéjar, y en su interior desaparecieron los pequeños retablos barrocos de las capillas laterales. Su tejado de teja árabe fue sustituido por pizarra. El portal sur fue cerrado y su cúpula sustituida por techo plano.
Durante toda la Edad Moderna, Burganes fue una de las localidades que se integraba en la provincia de las Tierras del conde de Benavente, formando parte de la receptoría de Benavente y su Tierra. No obstante, al reestructurarse las provincias y crearse las actuales en 1833, Burganes pasó a formar parte de la provincia de Zamora, dentro de la Región Leonesa.

## Geografía humana

### Demografía
Cuenta con una población de 618 habitantes (INE 2024).
| Gráfica de evolución demográfica de Burganes de Valverde entre 1842 y 2021 |
| |
| Población de derecho según los censos de población del INE Población de hecho según los censos de población del INEEn este censo se denominaba Burganes: 1842 Entre el censo de 1887 y el anterior, aparece este municipio porque cambia de nombre y desaparece el municipio 49516 (Olmillos de Valverde) Entre el censo de 1857 y el anterior, este municipio desaparece porque se integra en el municipio 49516 (Olmillos de Valverde) |

Según datos del INE del año 2012, el municipio cuenta con una población de 754 habitantes (de los cuales 426 pertenecen a la localidad de Burganes de Valverde y el resto a Olmillos de Valverde) y una densidad de población de 22,83 hab./km².

### Economía
Pertenece a la indicación geográfica, con derecho a la mención vino de calidad, de Valles de Benavente.

## Fiestas
- 1 y 2 de mayo, en honor a la Virgen de mayo.
- 6, 7 y 8 de agosto, en honor a su patrón, El Salvador.